# درو كوبل
درو كوبل (بالإنجليزية: Drew Coble)‏ هو حكم كرة قاعدة ‏ أمريكي، ولد في 18 ديسمبر 1947 في برلنغتون في الولايات المتحدة.